# 韦伯 (阿拉巴马州)
韦伯（英文：Webb），是美国阿拉巴马州下属的一座城市。面积约为11.4平方英里（约合29.52平方公里）。根据2010年美国人口普查，该市有人口1,430人，人口密度为125.44/平方英里（约合48.44/平方公里）。